# Sektorový model města

Základní podoba Hoytova sektorového modelu

Sektorový model města nebo také Hoytův model města je sociologický model města, který navrhl v roce 1939 Homer Hoyt jako alternativu ke staršímu zónovému modelu města publikovanému jeho učitelem Ernestem Burgessem v roce 1923. Na rozdíl od třetího tradičního vícejádrového modelu mají oba tyto starší modely jedinou centrální obchodní čtvrť, přičemž zatímco zónový model předpokládá, že atraktivita nemovitostí je dána jejich vzdáleností od centrální obchodní čtvrti, sektorový model předpokládá, že podoba města je dána jeho dopravními tepnami, které ke středu města vedou, a kolem kterých se soustředí patřičné aktivity, což člení město na výseče.
Hoyt svůj model vytvořil na základě analýze struktury nájemného v třiceti amerických městech. Kolem železničních tratí předpokládá Hoyt továrny a průmysl, které jsou dále obklopené výsečemi s levným bydlením dělníků. Naopak vysokopříjmové obyvatelstvo se od těchto výsečí drží co nejdál. Stejně jako Burgess, i Hoyt uváděl jako ukázku svého modelu severoamerické Chicago, kde se továrny nacházely směrem na jih podél jednotlivých železničních tratí, a naopak vyšší třída bydlela na severu u břehu Michiganského jezera.
Z moderního hlediska je nedostatkem sektorového modelu jeho poplatnost době, protože pozdější masivní automobilová doprava význam hlavních tangenciálních dopravních tepen jako nejlukrativnějších oslabila či změnila. Ovšem například řada britských měst, které se rozvinuly v době, kdy nejdůležitější dopravou byla železniční doprava, dodnes do značné míry sektorovému modelu odpovídá. Typickým příkladem je Newcastle upon Tyne.